# Fluxinella
Fluxinella là một chi ốc biển, là động vật thân mềm chân bụng sống ở biển trong họ Seguenziidae.

## Các loài
Các loài trong chi Fluxinella gồm có:
- Fluxinella discula (Dall, 1889)[2]
- Fluxinella stellaris Bozzetti, 2008[3]